# Як украсти мільйон
«Як украсти мільйон»  (англ. How to Steal a Million) — комедія Вільяма Вайлера з Одрі Хепберн і Пітером О'Тулом у головних ролях. У радянському прокаті фільм зібрав 24600 тисяч глядачів при тиражі 1185 копій.

## Сюжет
Дія відбувається у Франції, в Парижі, в 1960-х роках.
Шарль Бонне (Г'ю Гріффіт) — талановитий художник-аматор — підробляє картини знаменитих імпресіоністів і продає їх як оригінали на престижних аукціонах. Крім того, статуетку оголеної Венери — сімейну реліквію, що зберігається в будинку Бонне, видають за роботу знаменитого італійського скульптора Челліні. Її запропоновано експонувати на престижній виставці. Незважаючи на застереження своєї дочки Ніколь (Одрі Хепберн), яка побоюється, що обман може розкритися, Бонне погоджується вивезти статуетку на виставку.
Увечері Ніколь, застає у будинку незнайомого. Це криміналіст Саймон Дермот (Пітер О'Тул), що спеціалізується на виявленні підробок. Він цікавиться живописом Бонне і відколупує шматочок фарби від свіжої підробки картини Ван Гога. Ніколь спочатку вважає його за звичайного злодія і випадково ранить з пістолета. Побоюючись розкриття авантюр свого батька, вона не повідомляє поліцію про проникнення до будинку і допомагає йому врятуватися.
Американський олігарх Девіс Ліленд (Елай Воллак), схиблений на мистецтві, бачить на виставці Венеру і вирішує нею заволодіти. Намагаючись знайти власника колекції, Ліленд знайомиться з Ніколь і захоплюється чарівною француженкою. Мільйонер, який не звик надовго відтя́гувати рішення, пропонує дівчині одружитися.
Наступного дня до вілли Бонне приходить працівник музею, який пропонує йому підписати договір про страхування «Венери» на мільйон доларів. Бонне його підписує, і тоді з'ясовується, що обов'язковим пунктом договору є експертиза. Це катастрофа, бездоганний авторитет колекції Бонне під загрозою.
У відчаї Ніколь вирішує звернутися до єдиного знайомого їй професійного злочинця. Саймон, небайдужий до Ніколь, погоджується допомогти їй викрасти з музею власність Бонне.
Саймон сплановує і спільно з Ніколь викрадає з музею статуетку, яка перебуває під ретельною охороною найсучаснішої системи сигналізації. Ліланд не відмовляється від своїх планів заволодіти шедевром і готовий купити у злочинців навіть крадений предмет. Саймон розуміє, що Ліланд збереже в абсолютній таємниці факт заволодіння «шедевром», і пропонує йому вибирати між «Венерою» і Ніколь. Статуетка дістається мільйонерові безкоштовно, а Саймон і Ніколь їдуть святкувати свій медовий місяць.

## У ролях
Переклад: український професійний багатоголосий «Так Треба Продакшн» на замовлення телеканалу ICTV.
- Одрі Хепберн — Ніколь Бонне
- Пітер О'Тул — Саймон Дермот
- Г'ю Гріффіт — Шарль Бонне
- Елай Воллак — Девіс Ліланд
- Шарль Буає — де Солена
- Фернан Граве — Грамон
- Марсель Даліо — сеньйор Паравідео
- Жак Марен — начальник варти
- Едвард Малин — страховий агент
- Мусташ — охоронець
- Роже Тревільє — аукціонер
- Берт Берта — Марсель

## Знімальна група
- Режисер — Вільям Вайлер
- Автори сценарію — Джордж Бредшоу, Гаррі Курнітц
- Оператор — Чарльз Ланг
- Художник — Олександр Траундер
- Композитор — Джон Вільямс
- Продюсер — Фред Кольмар

## Нагороди
- Премія Гільдії письменників США — «Найкращий комедійний сценарій»

## Цікаві факти
- Туалети Одрі Хепберн, спеціально для фільму, створив Юбер Живанші.
- Всі коштовності Одрі Хепберн, спеціально для фільму, створив і надав торговий-ювелірний дім Cartier.
- У момент «пограбування» Ніколь читала журнал Альфреда Гічкока «Захоплююче ревю» (Hitchcock Magazine. La revue du suspense), № 52 за 1965 рік.
- У мультфільмі «Красуня і чудовисько» Бель дивним чином нагадує популярну актрису Одрі Хепберн у ранній молодості, а Чудовисько своїм зовнішнім виглядом (кошлаті брови, заріст, ніс з горбинкою, характерна міміка) — відомого британського актора Г'ю Гріфіта, (партнерів у фільмі «Як украсти мільйон»).

## Технічна інформація
- Тип плівки — кольорова
- Дата виходу — 13 липня 1966 рік у (США), радянський прокат — 1975 рік
- Тривалість — 127 хвилин